# دیوید برت
دیوید مک‌کوی برت (به انگلیسی: David McCoy Barrett) هم‌چنین با نام جان مک‌کی، (متولد بیشاپ، کالیفرنیا) یک کارگردان و تهیه‌کننده تلویزیون آمریکایی است.

## حرفه
بارت کار خود را به‌عنوان یک بدل‌کار آغاز کرد. او یک کمک-سازنده برای شبکه تلویزیونی سی‌دابلیو و برای ساخت کوه (۲۰۰۴) بوده است. 
در سال ۲۰۱۲، او فیلم آتش با آتش را با بازی جاش دوهامل، رزاریو داوسون، بروس ویلیس و وینسنت دن آفریو را کارگردانی کرده بود.
وی همچنین تهیه‌کنندهٔ سریال تلویزیونی نجیب‌زادگان است.